# Hamba
Hamba – wieś w Rumunii, w okręgu Sybin, w gminie Șura Mare. W 2011 roku liczyła 795 mieszkańców.